# TSV 05 Ronsdorf
TSV 05 Ronsdorf is een Duitse voetbalclub uit Ronsdorf, een stadsdeel van Wuppertal, Noordrijn-Westfalen.

## Geschiedenis
De club werd in 1905 opgericht als Ronsdorfer BV. De club speelde in 1910 voor het eerst in de tweede klasse van de Noordrijncompetitie, een van de meerdere competities van de West-Duitse voetbalbond. Na een derde plaats in het eerste seizoen werd de club kampioen in 1912. Op 11 december van dat jaar fuseerde de club met Ronsdorfer SC en werd zo VfR 05 Ronsdorf. De club werd laatste in de competitie en degradeerde meteen weer.
In 1919 werd de huidige naam aangenomen. Vanaf 1927 speelde de club in de tweede klasse van de Bergisch-Markse competitie. Na een paar plaatsen in de lagere middenmoot werd de club in 1932 derde achter Cronenberger SC 02 en SSV Velbert. In 1933 werden ze overtuigend groepswinnaar, maar door de invoering van de Gauliga na dit seizoen was er geen promotie mogelijk.
Intussen is de club weggezakt in de anonimiteit van de lagere reeksen.